# Adolf Friedrich von Bassewitz
Adolf Friedrich von Bassewitz, Adolf Friedrich auf Neuhof (ur. 1681, zm. 1740) – hanowerski wojskowy i dyplomata.
Był krewnym potężnego rodu Bernstorff, nad jego karierą czuwał Andreas Gottlieb Bernstorff (1640-1726) hanowerski polityk, najważniejszy minister Jerzego I Hanowerskiego.
W wojsku elektorskim doszedł do stopnia pułkownika.
W latach 1719–1728 minister-plenipotent Elektora Hanoweru na dworze szwedzkim.